# Slovensko narodno gledališče Nova Gorica
Slovensko narodno gledališče Nova Gorica (krajše: SNG Nova Gorica) je slovensko nacionalno dramsko gledališče s sedežem na Trgu Edvarda Kardelja 5 v Novi Gorici.  

## Zgodovina
Kot Primorsko dramsko gledališče so ga ustanovili leta 1969, leta 2004 pa se je po dodelitvi statusa ustanove državnega pomena preimenovalo v SNG Nova Gorica. Leta 1994 se je zaradi prostorske stiske gledališče iz dvorane v Solkanu preselilo v novogradnjo na Trgu Edvarda Kardelja, kjer deluje še danes. 
Leta 2003 je bil sprejet sklep o ustanovitvi Slovenskega narodnega gledlaišča Nova Gorica, ki je v veljavo stopil 10. januarja 2004. Ob tehnološko moderni in arhitekturno impresivni veliki dvorani stavba od leta 2011 razpolaga še z malo dvorano.

## Igralski ansambel
| - Radoš Bolčina - Ana Facchini - Kristijan Guček - Arna Hadžialjević - Peter Harl - Gorazd Jakomini - Patrizia Jurinčič Finžgar - Anuša Kodelja | - Jure Kopušar - Iztok Mlakar - Miha Nemec - Medea Novak - Helena Peršuh - Maja Poljanec Nemec - Dušanka Ristić - Matija Rupel | - Marjuta Slamič - Urška Taufer - Žiga Udir - Blaž Valič - Andrej Zalesjak |

## Dvorane
- Velika dvorana (371 sedežev)
- Mala dvorana (107 sedežev)